# Сад перемоги

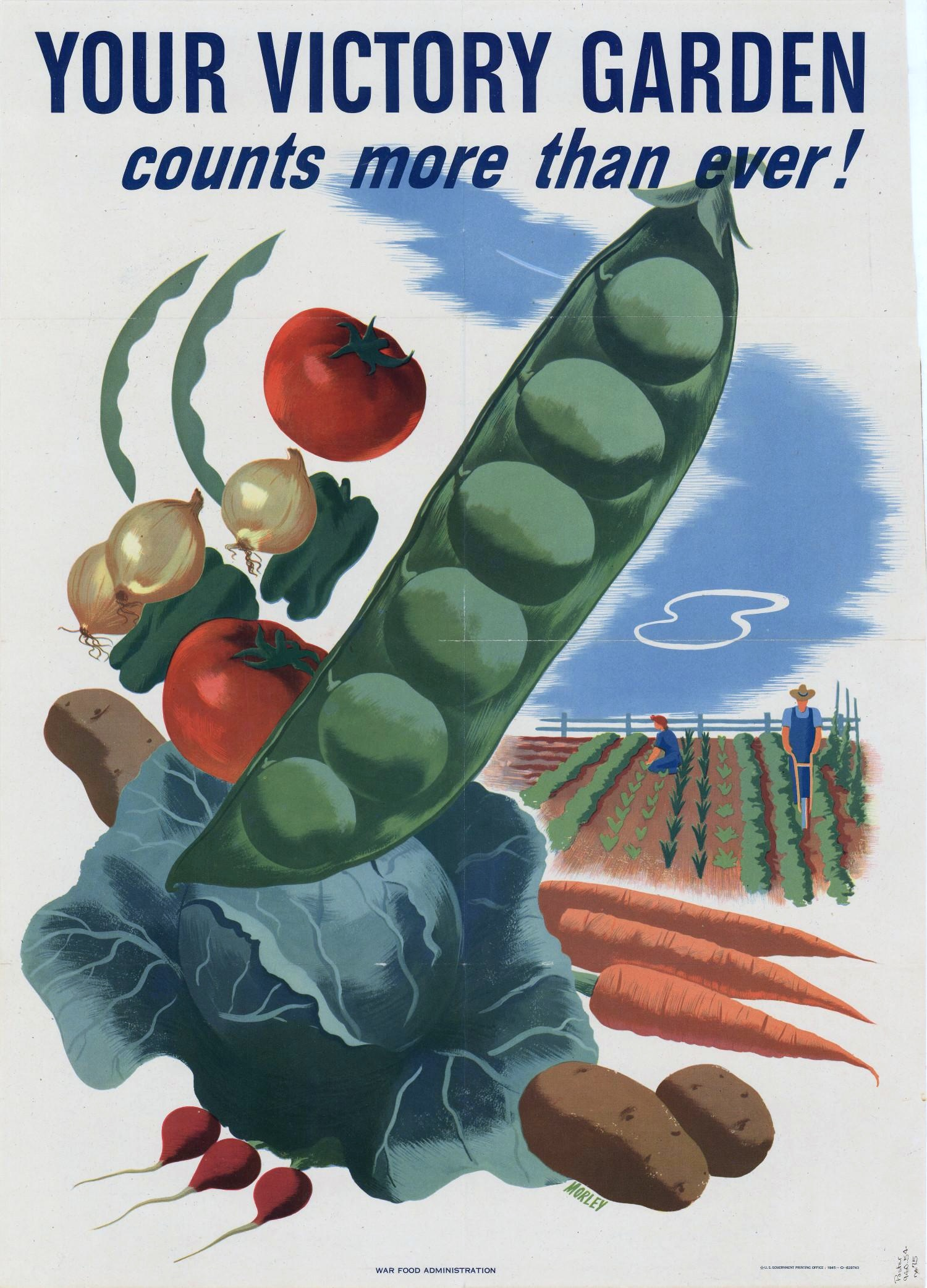
Американський постер часів Другої світової війни на підтримку садів перемоги.

Сади́ перемо́ги (англ. Victory gardens), інші назви — воєнні сади чи городи для захисту, — це були овочеві, фруктові, трав'яні сади й городи, які садили у приватних садибах і громадських парках у США, Великій Британії, Канаді, Австралії, Німеччині під час Першої та Другої світових воєн. Їх використовували нарівні з картковою системою для зменшення тиску на систему постачання продуктів харчування. Крім непрямої допомоги військовим зусиллями, такі сади також розглядались як «покращення морального духу» громадян, оскільки садівники мали змогу пишатися своєю працею та отримувати винагороду у вигляді врожаю. Сади перемоги були частиною щоденного життя тилу («домашнього фронту») цих країн.

## Історія

### Перша світова війна

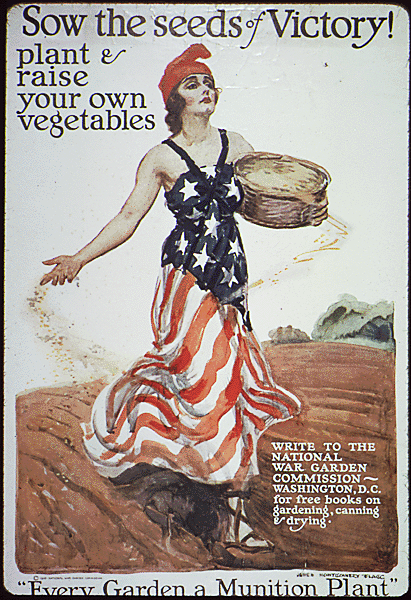
Американський пропагандистський постер часів Першої світової війни

У часи Першої світової війни виробництво сільськогосподарської продукції різко впало, особливо в Європі, де до війни були залучені сільські робітники, а значна частина ферм та угідь була розорена під час конфлікту. 

#### США
У березні 1917 Чарльзом Л. Паком була створена Національна комісія воєнних садів США та розпочата відповідна пропагандистська кампанія. Ідея Пака та його колег давала змогу збільшити поставки продуктів харчування без використання землі та людських ресурсів, уже залучених до сільського господарства, та без істотного використання транспортних ресурсів, потрібних для військовиків. Кампанія просувала ідею використання приватних і громадських земель у містах та довкола, а її результатом стали понад 5 мільйонів садів і городів у США та виробництво продуктів харчування загальною вартістю понад $1,2 мільярда на час завершення війни.
Для підтримки домашніх городів Бюро освіти США започаткувало Садову армію американських шкіл, яка за розпорядженням президента Вудро Вілсона фінансувалась Воєнним департаментом.

#### Канада
Так само в 1917 році сади перемоги почали поширюватись і в Канаді — в рамках кампанії Міністерства сільського господарства «Город у кожному домі» жителі міст і селищ використовували свої задні двори під вирощування овочів для власного використання та військових потреб. У Торонто жіночі організації запросили професійних садівників у школи, щоб зацікавити школярів і їхні родини садівництвом (городництвом). Крім садівництва, власників будинків заохочували тримати у дворах курей-несучок. Результатом стало зростання національного виробництва картоплі, коренеплодів, капусти та інших овочів.

### Друга світова війна

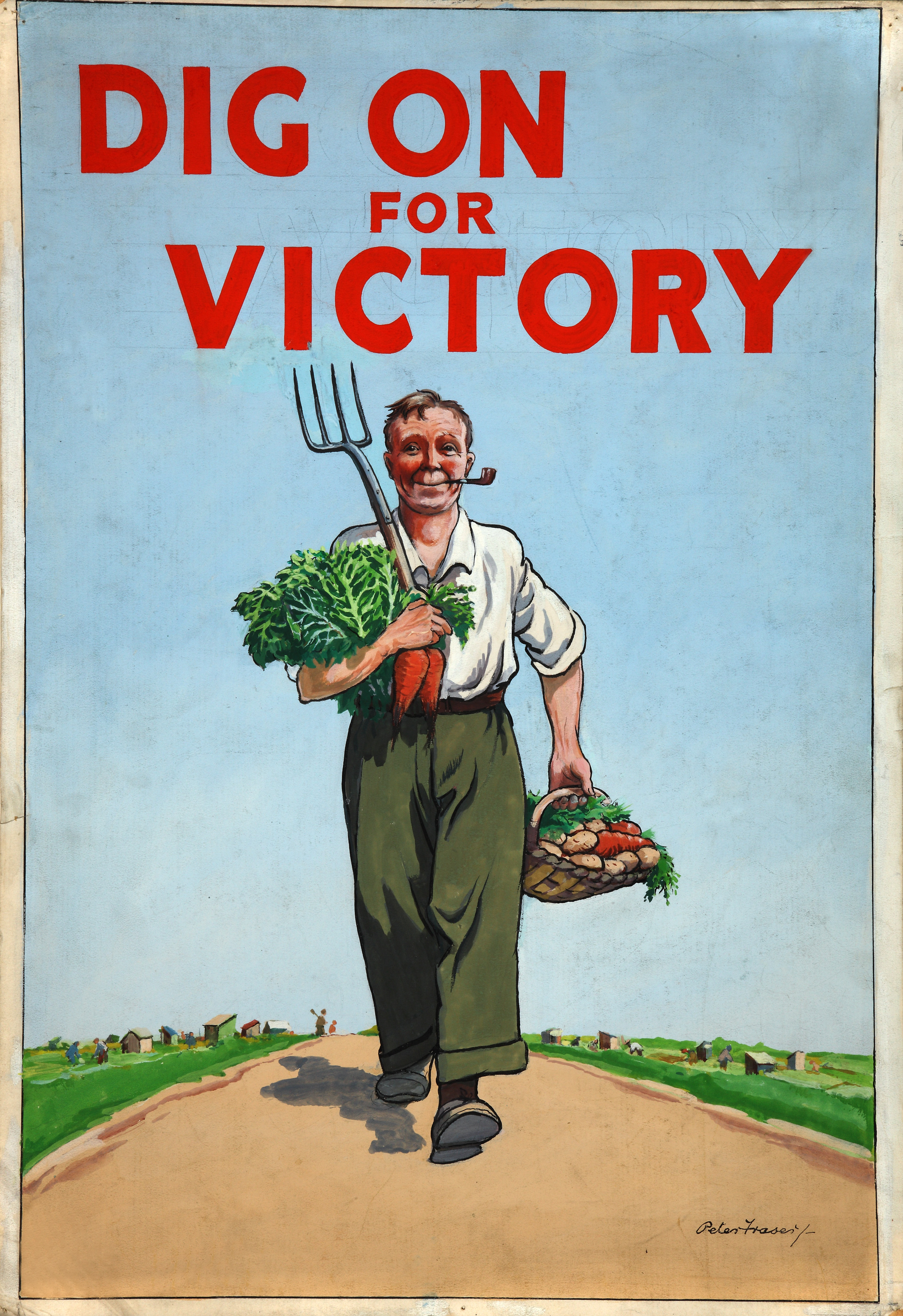
Британський постер «Копай для перемоги» авторства Пітера Фрейзера

Сад перемоги у воронці від бомби в Лондоні під час Другої світової війни.

#### Велика Британія
У Британії «копання задля перемоги» використовувало багато землі — пустирі, ділянки вздовж залізничних колій, орнаментальні сади й галявини, спортивні поля та поля для гольфу були розорані для вирощування зернових і городини. Деколи спортивні поля лишали, але траву не стригли, а пускали туди пастися овець (наприклад, у школі Лоренса Шерифа у м. Рагбі, Британія).
Сади перемоги розбивали на задніх дворах і дахах багатоквартирних будинків, а пустирі вилучалися для військових потреб і використовувалися як поля кукурудзи чи гарбузів. Під час Другої світової війни в Лондоні для пропаганди руху були частково розорані галявини Гайд-парку. 

#### Австралія
Австралія запустила кампанію «Копай заради перемоги» в 1942 році, коли раціонування й нестача сільськогосподарських працівників стали позначатися на продуктових запасах. У 1943 році ситуація із запасами поліпшилася, але сади перемоги залишалися до кінця війни.

#### США
В Америці протягом усього перебігу війни Міністерство сільського господарства США заохочувало створення садів перемоги й майже третина всіх овочів, вирощених у США, походила з таких садів. Містам і передмістям наголошувалось, що продукція їхніх садів допоможе знизити ціни на овочі, потрібні Військовому департаменту для годування військ, і зекономлені кошти можна буде спрямувати на інші військові цілі: один з постерів проголошував: «Наша їжа б'ється». До травня 1943 року в США було 18 мільйонів садів перемоги — 12 мільйонів у містах та 6 мільйонів на фермах.
Фрукти та овочі, вирощені в таких садах, у 1944 році оцінено в 8 200 000 — 9 100 000 т, що дорівнювало всьому комерційному обсягу свіжих овочів за той рік.
У Білому домі Елеонора Рузвельт створила город, щоб подати приклад, у Нью-Йорку були розорані вакантні ділянки набережної Ріверсайд, а в Сан-Франциско — частини галявин парку Голден Гейт. Слоган «вирощуй своє, консервуй своє» народився в часи війни та спочатку заохочував родини вирощувати й консервувати власну городину з садів перемоги.

### Повоєнні часи
У 1946 році по закінченні війни багато британців не засадили сади перемоги в очікуванні більшої доступності продуктів харчування, але нестача в той період ще була.
Сади перемоги Фенвей у Бек Бей Фенс (Бостон, США) та Доулінг Коммюніті Гарден (Міннеаполіс, США) лишаються останніми збереженими прикладами громадських садів перемоги Другої світової війни. При цьому на ділянках у перших вирощують квіти замість овочів, а другі зберегли фокус на овочах.

### В Україні
Через місяць після Російського вторгнення в Україну 2022 року промо кампанія Сади Перемоги була ініційована проєктом міжнародної допомоги SURGe (Support to Ukraine’s Reforms for Governance), що фінансується Міністерством міжнародних справ Канади та впроваджується Alinea International.
Сади Перемоги — всеукраїнська кампанія, спрямована на ефективне використання доступних земельних ділянок і спрямування всіх ресурсів для вирощування продуктів харчування задля недопущення продовольчої кризи в Україні.
Українська ініціатива Садів Перемоги:
- допомагає громадами посилювати продовольчу безпеку, реалізовувати успішні приклади садівництва та городництва;
- надає допомогу засобами переробки та зберігання;
- популяризує міські та шкільні сади перемоги, розвиток проєктів для внутрішньо переміщених осіб, підтримує локальні ініціативи продовольчої безпеки;
- промотує здоровий спосіб життя, гармонійне співіснування індивіда, природи та соціуму[17].

У рамках ініціативи станом на березень 2023 року триває робота з 10 пілотними громадами, а за її результами надано допомогу понад 7 тисячам сімей, в тому числі насінням, технікою, засобами переробки.

## Подальше читання
- Hayden-Smith, Rose (2014). Sowing the Seeds of Victory: American Gardening Programs of World War I. McFarland Books. p. 264. ISBN 978-0-7864-7020-4.
- Hayden-Smith, Rose (2005). «Soldiers of the Soil: The Work of the United States School Garden Army in World War 1». University of California 4-H Youth Development Center. Retrieved 12 May 2014.
- Kuhn, Clifford M., «‘It Was a Long Way from Perfect, but It Was Working’: The Canning and Home Production Initiatives in Green County, Georgia, 1940–1942,» Agricultural History (2012) 86#1 pp 68–90.